# Villa Cimbrone

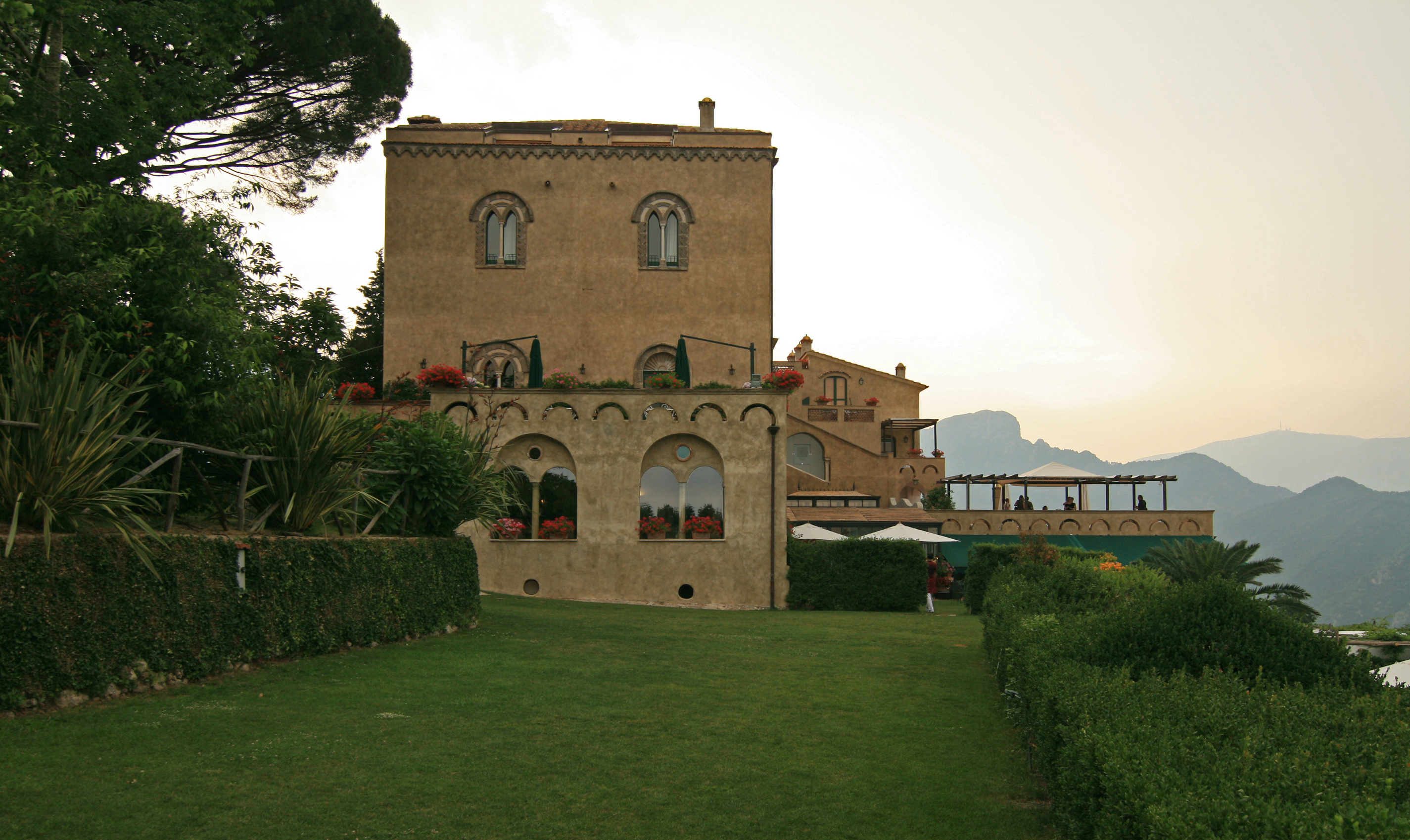
La villa Cimbrone.

La Villa Cimbrone est une villa historique située à Ravello, sur la Côte amalfitaine au sud de l'Italie. Elle remonte au moins au XIe siècle. Elle est célèbre par son belvédère panoramique, la Terrazza dell'Infinito (Terrrasse de l'Infini).
Profondément modifiée et agrandie au début du XXe siècle par Ernest William Beckett, la villa comprend de nombreux composants architecturaux de récupération provenant d'Italie ou d'autres pays ; il reste peu d'éléments visibles de la structure originale. La jardins furent réaménagés par Beckett à la même époque.
La villa est un aujourd'hui un hôtel qui accueille également des réceptions de luxe (mariages). Ses jardins sont ouverts au public,.

## Histoire
La Villa Cimbrone domine un promontoire rocheux appelé Cimbronium dont elle tire son nom. Les références à l'édifice les plus anciennes datent du XIe siècle, alors que l'édifice appartenait à la famille aristocratique des Accongiogioco. Elle fut ensuite la propriété des Fusco, une famille riche et influente, également signalée en 1291 en tant que propriétaire de l'église locale San Angelo de Cimbrone[réf. souhaitée].
Plus tard,  la villa fut rattachée au monastère voisin de Santa Chiara. Durant cette période les armoiries papales du cardinal Della Rovere sont inscrites au dessus du portail d'entrée. À partir du XVIIe siècle, l'histoire de la villa devient floue, dans la dernière moitié du XIXe siècle, elle passe à la famille Amici  d'Atrani. L'historien Ferdinand Gregorovius la visite et la décrit dans son ouvrage Siciliana: Wanderings in Naples and Sicily (1861) :

« Incomparable ... là s'épanouissent les fleurs les plus magnifiques que l'on puisse imaginer, venant de nombreuses plantes du Sud ... réaménagée et enrichie avec d'infinis... ornements, des petits temples, des pavillons, des statues de bronze et de pierre. »

et se référant au belvédère appelé Terrazza dell'Infinito :

« tandis qu'on contemple depuis les vergers d'Armida, à travers les roses et les hortensias, cette mer magique dans laquelle se reflète le bleu d'un ciel limpide, surgit en nous le désir de pouvoir s'envoler... Tout au bord du rocher escarpé se trouve une terrasse surplombant une vue fascinante ; elle est bordée d'affreuses statues en marbre, qui néanmoins, de loin, présentent une sorte d'attrait. »

### Transformations duXXesiècle

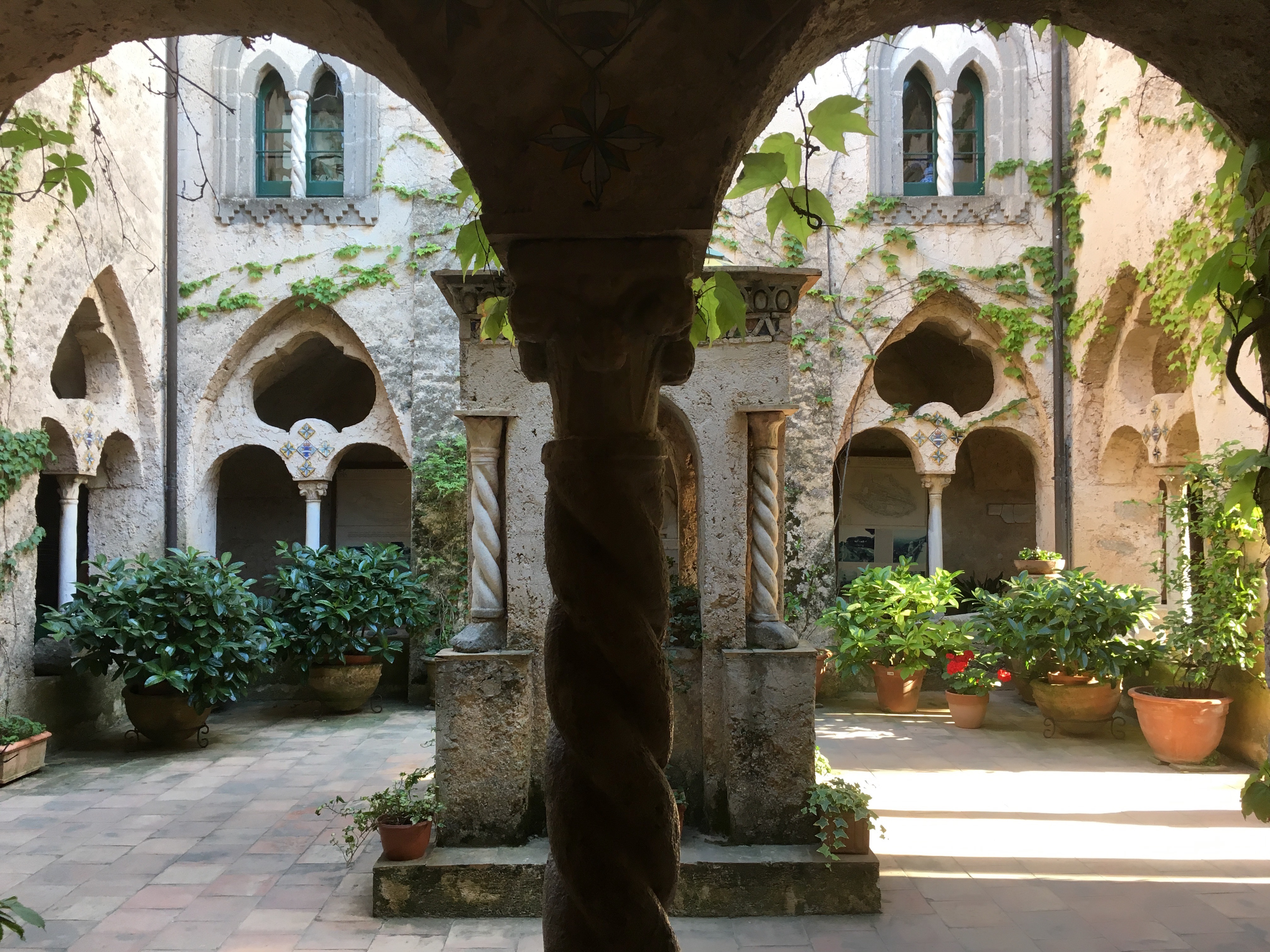
Le cloître.

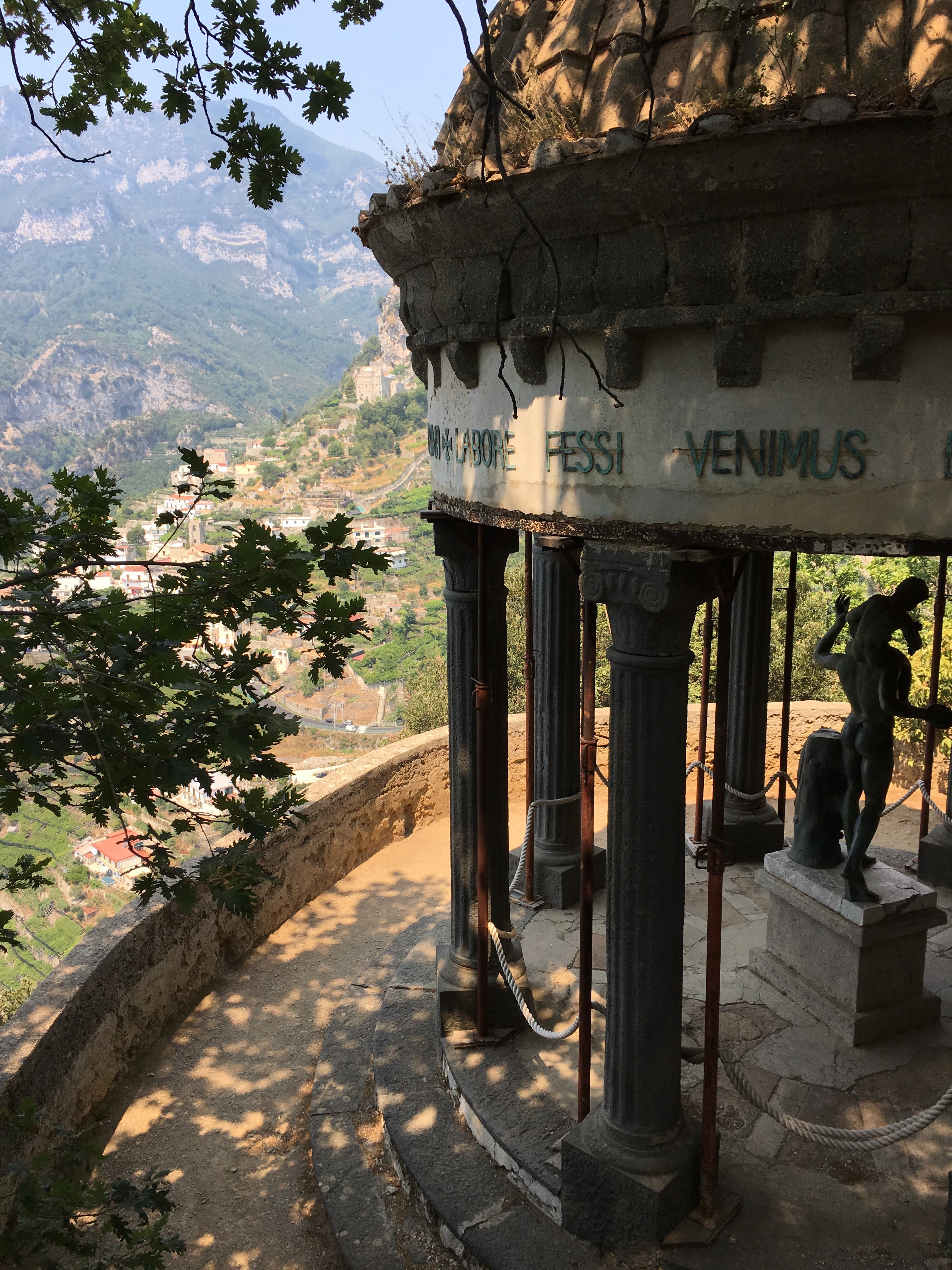
Le temple de Bacchus.

Ernest Beckett était tombé amoureux de la villa lors de ses voyages en Italie. Il l'acheta à la famille Amici en 1904, et s'attacha les services de Nicola Mansi, un barbier et maçon bâtisseur de Ravello qu'il avait rencontré en Angleterre, pour l'aider à restaurer et agrandir la villa et ses jardins. Il lança un ambitieux programme de travaux, incluant la construction de remparts, terrasses et d'un cloître dont les vocabulaires architecturaux amalgament les styles néo-gothique, néo-mauresque, et vénitien.
Les jardins qui s'étirent en bordure de la falaise, furent également réarrangés. Par l'entremise de Violet Trefusis, que la rumeur donnait pour être sa fille, Vita Sackville-West et Harold Nicolson vinrent visiter la villa ; Vita aurait à cette occasion donné des conseils à propos du jardin, bien que ses propres projets de jardin à Long Barn n'adviennent que plusieurs années plus tard. 
Beckett meurt à Londres en 1917 et sa dépouille est amenée à la Villa Cimbrone pour être enterré au pied du Temple de Bacchus dans les jardins; et quelques vers de Catulle tirés du Ad Sirmium insulam (Poésie XXXI) sont inscrits sur la frise :[réf. souhaitée].
« Quid solutis est beatius curis
cum mens onus reponit, ac peregrino
labore fessi venimus larem ad nostrum,
desideratoque adquiescimus lecto? »
« Existe-t-il un plus grand bonheur,
quand l’esprit dépose son fardeau, et qu’épuisés
des fatigues du voyage nous arrivons pour nous détendre
dans nos foyers, que de retrouver un lit tant désiré ? »
Après sa mort, la villa passe à son fils. Sa fille Lucy (Lucille Katherine Beckett, 1884-1979) y vécut également, apportant un soin particulier à la roseraie, notamment en créant la « Rose de Ravello » dans les années 1930.[réf. souhaitée]
De nombreuses célébrités vinrent à la villa quand elle appartenait aux Beckett. C'était un lieu de prédilection pour le Bloomsbury Group, notamment Virginia Woolf, Leonard Woolf, E. M. Forster, John Maynard Keynes, and Lytton Strachey. D. H. Lawrence, Edward James, Diana Mosley, Henry Moore, T. S. Eliot, Jean Piaget, Winston Churchill et le duc et la duchesse de Kent séjournèrent également à la villa. Greta Garbo et son amant, le chef d'orchestre Leopold Stokowski, séjournèrent à plusieurs reprises à la villa à la fin des années 1930, un plaque rappelle leur visite de 1938.
La villa apparait dans le film de John Huston Plus fort que le diable de 1953, notamment dans une longue scène d'amour entre Humphrey Bogart et Jennifer Jones sur la Terrazza dell'lnfinito[réf. souhaitée].

### Fin du vingtième siècle
La villa fut vendue dans les années 1970 à la famille Vuilleumier, qui en fit tout d'abord un résidence familiale puis un hôtel. 
En 1976, l'écrivain américain Gore Vidal, qui vivait à La Rondinaia, une maison voisine construite par Lucy Beckett entre 1972 et 2004, évoque ainsi la Villa Cimbrone : 

« Il y a vingt cinq ans, à un magazine américain qui m'interrogeait sur le plus bel endroit que j'ai jamais vu au cours de mes voyages, je répondis : la vue depuis le belvédère de la Villa Cimbrone lors d'un jour clair d'hiver lorsque le ciel et la mer sont d'un bleu tellement vif qu'il n'est pas possible de les distinguer l'un de l'autre . »

## Galerie

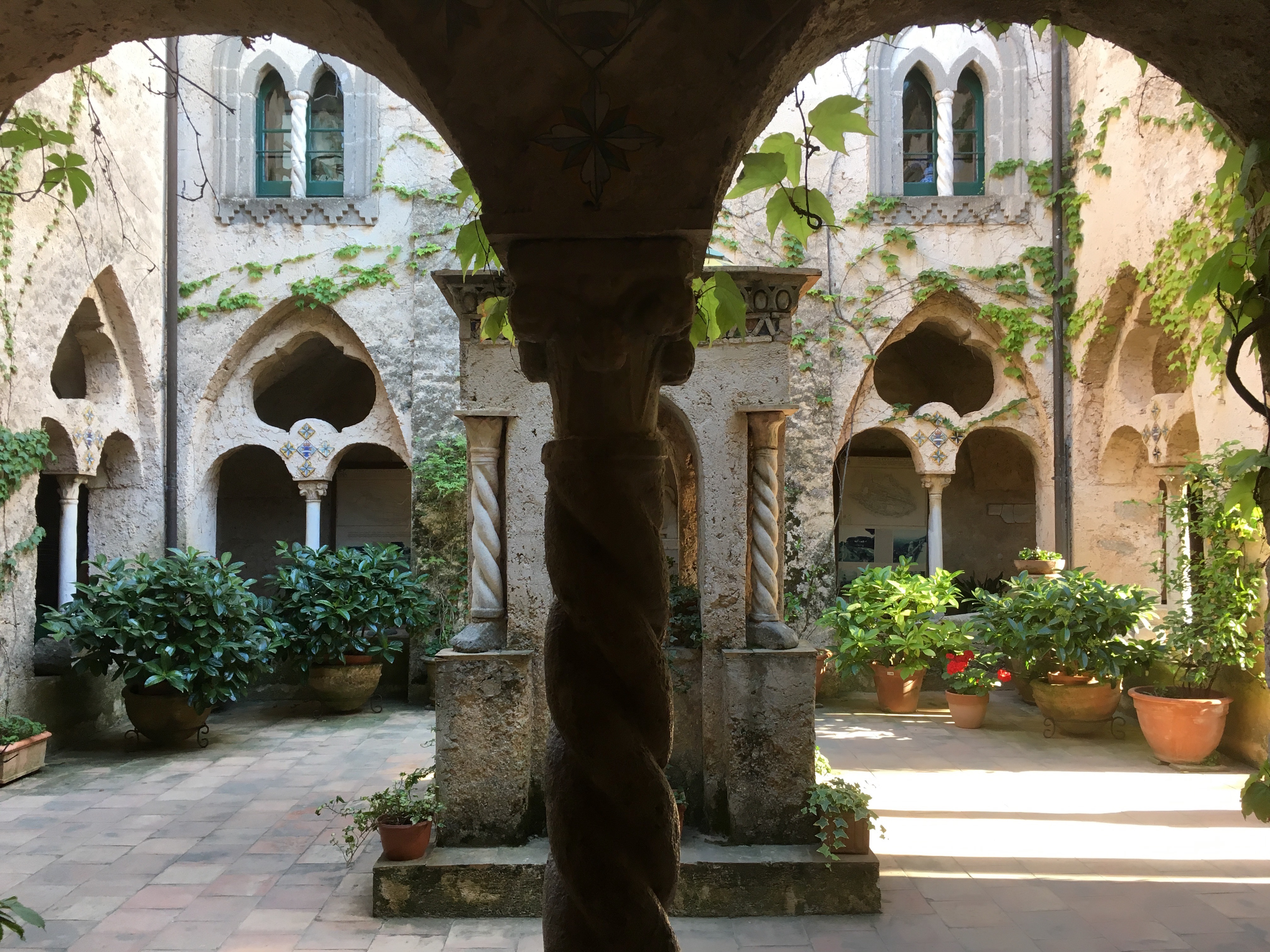
Le Cloître.
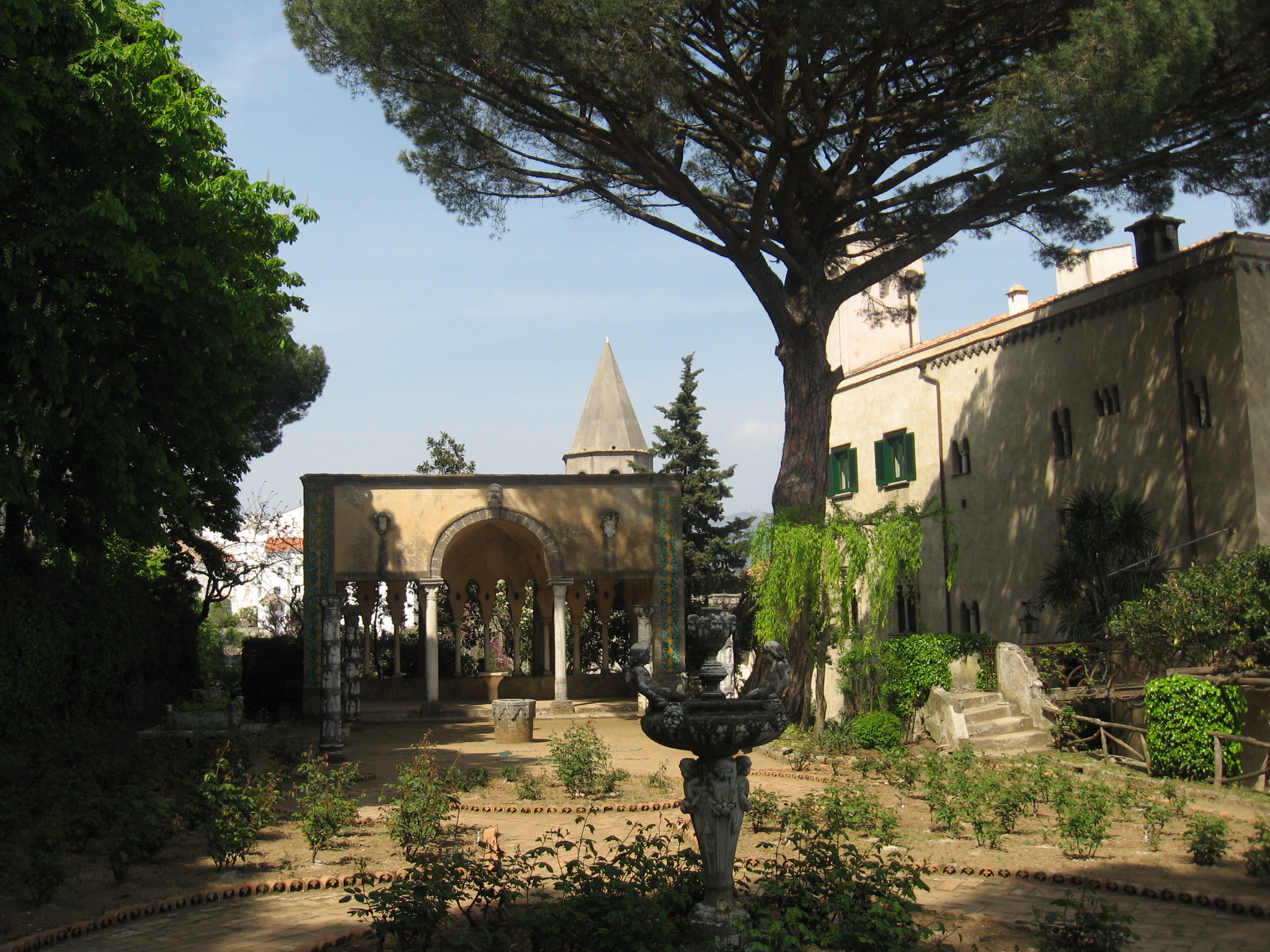
Le salon de thé.
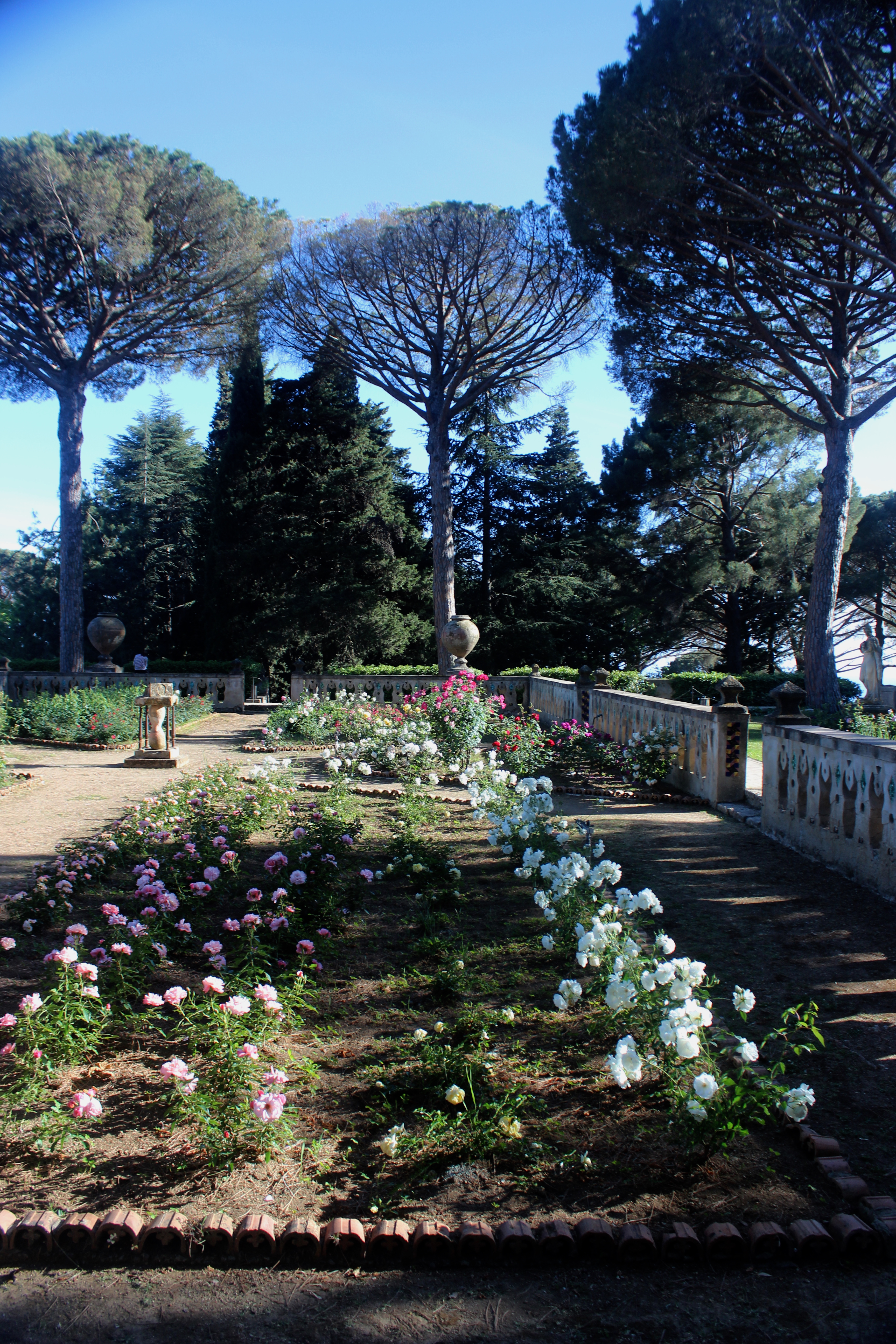
La terrasse des roses.
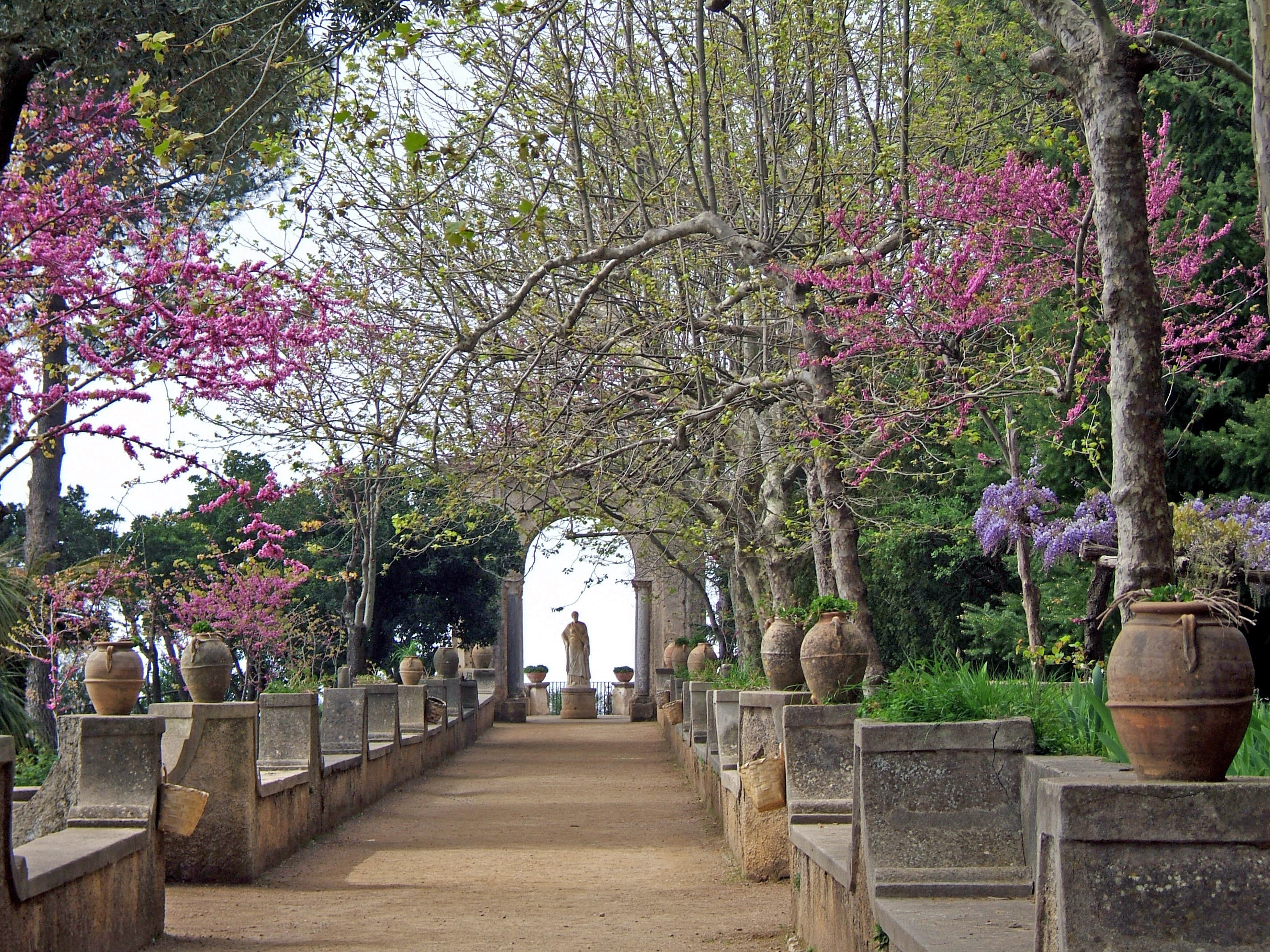
Les jardins.
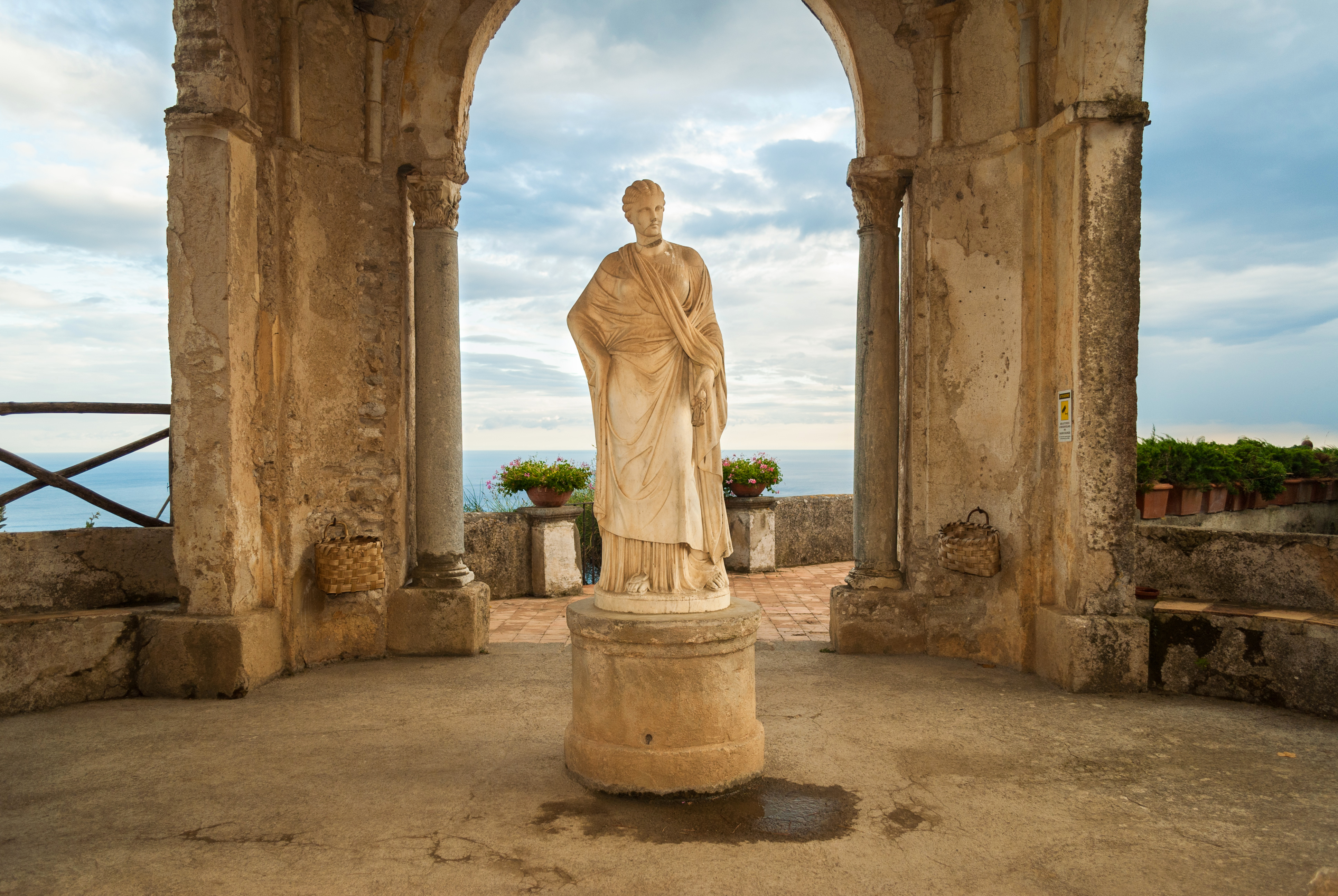
La statue de Cérès.